# Rhizosthenes falciformis
Rhizosthenes falciformis är en fjärilsart som beskrevs av Edward Meyrick 1935. Rhizosthenes falciformis ingår i släktet Rhizosthenes och familjen Lecithoceridae. Inga underarter finns listade i Catalogue of Life.